# Miraflores (Añasco)
Miraflores es un barrio ubicado en el municipio de Añasco en el estado libre asociado de Puerto Rico. En el Censo de 2010 tenía una población de 567 habitantes y una densidad poblacional de 59,01 personas por km².

## Geografía
Miraflores se encuentra ubicado en las coordenadas 18°16′45″N 67°4′49″O / 18.27917, -67.08028. Según la Oficina del Censo de los Estados Unidos, Miraflores tiene una superficie total de 9.61 km², de la cual 9.45 km² corresponden a tierra firme y (1.62%) 0.16 km² es agua.

## Demografía
Según el censo de 2010, había 567 personas residiendo en Miraflores. La densidad de población era de 59,01 hab./km². De los 567 habitantes, Miraflores estaba compuesto por el 84.66% blancos, el 5.29% eran afroamericanos, el 0.88% eran amerindios, el 0.18% eran asiáticos, el 7.76% eran de otras razas y el 1.23% pertenecían a dos o más razas. Del total de la población el 100% eran hispanos o latinos de cualquier raza.